# 寒春
寒春（かんしゅん）または冷春（れいしゅん）とは平年（1991 - 2020年の平均）に比べて気温が低い春のことである。気象庁による3階級表現で毎年3月 - 5月の平均気温が「低い」に該当した場合の春を指す（階級表現に関しては外部リンクも参照のこと）。近年（1990年代以降）での全国的な寒春は、特に4月を中心に異常低温となった1996年（3月、4月、5月）など。日本の観測史上最低の気温の低さとなった春は1936年。

## 影響
寒春の年は大陸から強い寒気が流れ込みやすく、冬型の気圧配置になる日が多くなるため、冷たい雨や雪をもたらす南岸低気圧が発生しやすくなる。また、ラニーニャ現象の発生年や北極海氷が極端に少ない年は、寒冬に続き寒春になりやすい傾向がある。気温が降霜の目安となる5℃以下、または氷点下にまで下がりやすくなる、平野部でも降雪（寒気が強い場合は積雪、ひどい場合は豪雪の恐れも）・路面凍結が起きやすくなるなどの影響がある。その結果、桜の開花・満開・発芽・新緑時期の遅れ、寒の戻りや花冷えの多発、豪雪地帯における融雪や解氷の遅れ、終雪の遅れが生じやすい。冷害や霜害が発生すると農産物の生育を妨げ、経済的な損失が発生する事もある。

## 過去の主な寒春（日本）
1936年
この年の冬は観測史上2番目の歴史的寒冬であったが、春も3か月通じて極端な低温が続き、統計が残るものでは史上最大の寒春となった。
1947年
この年は年間を通して低温だったが、特に春は3か月を通して1.5℃程度低い顕著な寒春になった。
1949年
冬は20世紀では記録的暖冬であった一方、3 - 4月に冬型の気圧配置がしばしば発生し、南西諸島を除いて顕著な寒春になった。
1953年
1954年
1957年
1965年
3月から4月下旬にかけて冬型の気圧配置になりやすく、真冬並みの強い寒気の流れ込みが断続的に続いたため、記録的低温に見舞われた年であった。桜の開花や満開がかなり遅かった。
1970年
特に3月が記録的低温となり2月よりも3月の方が平均気温が低く、寒さが厳しいと言う極めて珍しい年となった。東京の3月の冬日日数は10日を数え、これは寒冬で有名な1986年2月の7日を上回り、3月としては異例の記録となった。
1971年
3月上・中旬及び4月末 - 5月上旬が特に低温傾向が強かった。この時期は平年より3・4度以上下回った日がしばしば見られた。
1978年
1979年
顕著な寒春ではなかったが、4月中旬 - 5月中旬にかけて気温が低い日が多かった。
1980年
1981年
沖縄・奄美を除いて、2月下旬の大寒波の影響で3月上旬も引き続き気温の低い日が続いた。その後東・西日本では彼岸前後には平年より気温が高い日が見られるようになったが、同月末には寒の戻りとなり、その後も全国的に4月中旬・5月中旬を中心に気温は低めの傾向が続いた。夏も平年より1度ほど低い夏であった。
1984年
この年は平年より2℃以上も低い戦後有数の異常寒冬（五九豪雪）としても知られ、冬の低温傾向が春にかけても異常な低温が継続し1936年に次ぐ観測史上2番目の寒春となった。多くの主要都市で3月でありながら10日以上も冬日を記録して降雪や凍結を多く観測し、積雪も観測された。さらに前年11月と4 - 5月も極度の低温で半年以上にわたって異常低温で経過し4月下旬から5月上旬にかけて北海道と東北北部で季節外れの豪雪となり、ゴールデンウィークでありながら北日本での豪雪と真冬並みの積雪が度々報道された。さらに全国的に低温に加え曇りや雨、雪の日が多く天候不順で日照時間も著しく少なかったため新緑や発芽が例年よりもかなり遅く、桜の開花や満開も観測史上最も遅い記録を更新した。この年は真冬並みかそれ以上に強い寒気の流れ込みが春以降も3か月通して継続的に続いたことに加え各地に大雪と荒天をもたらす寒冷低気圧が度々通過したこと、北日本を中心に強い低温をもたらすオホーツク海高気圧が例年よりかなり早い4月頃から出現したため歴史的な寒春となった。この年の歴史的寒春はラニーニャ発生年の典型例であるが夏季は高温になる性質もあり、6月以降の夏は一転して奄美沖縄を除いて全国的な高温傾向で経過し猛暑となった。
1986年
顕著な寒冬となったこの年は春になると強い低温傾向は収まったものの寒気やオホーツク海高気圧の影響を受けやすかったため依然として気温が低めの日が多く、春の平均気温も全国的に低温傾向となった。3月23日には南岸低気圧の通過により関東地方で3月としては異例の大雪となり積雪は東京で9cm、横浜市で10cmを記録した。4月の前半に東日本にかけても季節は外れの積雪となり5月にかけても低温が続いた。
1988年
顕著な寒春ではなかったものの寒気やオホーツク海高気圧の影響を受けやすかったため期間を通して気温がやや低めの日がやや多く、春の平均気温はやや低温となった。4月8日には上空にこの時期としては強めの寒気が居座っていたところに本州南岸を低気圧が通過した影響で東日本で4月としては季節外れの雪となり最深積雪は東京で9cm、横浜市で7cmを記録した。しかし、期間を通して気温の変動も大きく、5月20日には福島市で35.0℃を記録している。
1993年
この年は顕著な大暖冬だったが、3月中旬から一転して低温傾向に転じ、冬型の気圧配置になりやすく非常に強い寒気が断続的に流入したため、気温が平年を下回る日が多くなった。特に3月下旬には東海から西の太平洋側で、この時期としては稀な降雪や凍結があり、名古屋市や大阪市などでも雪が舞った。4月は前半に東日本を中心に低温となったほか、下旬には東北地方や関東北部でも季節外れの降雪や積雪を観測した。夏にかけてはさらに著しい低温傾向が強まり、戦後有数の大冷夏・大冷害となった（1993年米騒動も参照）。ゴールデンウィークの5月2日には新緑寒波となり、関東で1月上旬並みの異常低温となった。しかし、5月13日にはフェーン現象の影響で関東地方で記録的な暑さとなり、埼玉県秩父市で最高気温37.2℃、群馬県前橋市で36.5℃など、5月としては異例の猛暑日を記録した。
1996年
この年は東日本以西は厳冬で春の訪れが遅く、冬の低温傾向が春にかけても継続した。特に4月の低温が顕著で、暖春が多い1990年代において1993年と並ぶ数少ない寒春年である。3月上旬と下旬・4月上旬から中旬にかけて冬型になりやすく、その時期としては非常に強い寒気が流れ込んだため、4月8日と12日には大阪市・京都市・岐阜市・名古屋市などの東海から西の太平洋側平野部で、4月としては異例の降雪を観測し、西日本の多くの地点で観測史上もっとも遅い終雪の記録を更新した。東海から西の4月降雪は1965年以来31年ぶり。この顕著な低温・天候不順傾向は4月下旬で終息し、ゴールデンウィークには各地で夏日が出現、5月は全国的に高温傾向となり、5月26日には大阪市で真夏日（30.2℃）を記録するなど、寒暖の変動が大きい春であった。この年は寒春になりやすいラニーニャ現象が発生していた。また、この影響が夏にかけても続き、西日本を中心に猛暑になった（なお、東日本は並夏で、北日本は冷夏である）。
2000年
3月から4月にかけては全国的に低温で、北日本や北陸では季節を通じて低気圧や前線の影響を受けやすく、曇りや雨または雪の日が多かった。一方、東日本太平洋側や西日本では5月に入ると移動性高気圧に覆われて晴れる日が多くなるなど、寒暖の変動が大きい春となった。南西諸島では3月から4月は、低気圧や前線の影響を受けやすく低温だったが、5月になると一転して移動性高気圧に覆われて晴れる日が多くなった。
2005年
春全体では北日本と南西諸島限定である。東・西日本では平年並みかやや低かった。特に3月は西日本と南西諸島で低温となった。5月はオホーツク海高気圧の勢力が強く、東日本から北日本までが低温で推移した。5月中旬にはオホーツク海高気圧と北東風の影響で、東北から関東にかけては雲が多く低温傾向となり、13日には仙台市で5月の日最高気温としては史上2番目に低い8.4℃を記録した。3月は上旬に沖縄県で真冬並みの顕著な低温となり、最高気温が連日15℃以下と寒くなった。4日には東京都内や福岡市などの太平洋側の多くの地点で積雪を観測。6日にはこの時期の降雪が稀な九州地方南部でも雪となり、種子島で1977年以来28年ぶりの降雪を観測した。同月中旬以降も気温が上がらず、13日から14日は山陰地方で3月としては1988年以来17年ぶりの大雪と顕著な低温、愛・地球博が開催された25日には真冬並みの寒気が南下し、名古屋市や岐阜市などの太平洋側でも3月後半としては異例の降雪を観測した（東海以西で3月後半以降に降雪が観測されたのは1996年以来9年ぶり）。この影響で桜の開花も平年より3 - 6日遅れた。しかし、4月に入ると一変し、移動性高気圧に覆われて晴天の日が続いて暖気が流れ込みやすく、高温で記録的な暑さとなる日がしばしばあった。4月6日には山梨県大月市で真夏日となり、最高気温30.6℃を記録、同月28日にも鳥取県米子市で国内の4月の一日の最高気温としては歴代最高となる33.7℃を記録した。
2010年
春全体の平均気温は北日本で低く、東日本・西日本で平年並かやや低め、沖縄・奄美で高かった。この年は本州付近を低気圧や前線が頻繁に通過した影響で、全体的に寒暖の差がかなり激しく、3か月を通じて曇りや雨の多い天候不順の春だった。特に3月下旬と4月は、東日本を中心に1996年以来の記録的な異常低温になった。しかし、その一方で3月中旬から24日にかけて・4月上旬・ゴールデンウィークの5月上旬・5月16日から24日にかけての期間は南からの暖気が流れ込み、気温が平年を上回った時期があるなど、寒暖の変動が大きかった。
3月は月初めまでのかなり高温から一転して6日から10日にかけては強い寒気の影響を受け、9日から10日にかけては真冬並みの強い寒気と南岸低気圧により、太平洋側で3月としては記録的な降雪になり、3月の雪が稀な宮崎市や鹿児島市を含む九州南部としては季節外れの降雪が観測された。下旬は25日以降、非常に強い寒気が断続的に流れ込み、28日から29日にかけては東北から関東地方で冷たい雨や雪を観測したほか、静岡市で1958年以来52年ぶりにもっとも遅い終雪を観測。箱根や御殿場市の静岡県東部から神奈川県西部にかけては3月中旬以降としては記録的な大雪、近畿地方では桜開花後・春分・彼岸以降としては異例の降雪、御殿場市の30日の最低気温-7.2℃と平年より10℃以上も低い記録的な冷え込み。和歌山県や愛媛県など太平洋側では梅やお茶の新芽が霜害や凍害に見舞われ農作物にも深刻な被害を受けた。
4月も中旬以降に再び非常に強い寒気が流れ込み、全国的に極端な低温となった。4月16日は4月にも拘らず、東京都心や大阪市などで最高気温10℃未満の異例の寒さ、宮崎市や鹿児島市でも1910年以来100年ぶりの歴史的低温記録を塗り替えた。さらに、翌17日には強い寒気が南下していたところに南岸低気圧が通過した影響で、東京都心や横浜市などを含む東日本各地で1969年以来41年ぶりに最も遅い終雪の記録を更新した。4月下旬には福島県や関東地方北部で季節外れの積雪や大雪があり、この一連の異常な寒さは4月末まで続いた。
5月は中旬に八甲田山で記録的に遅い積雪や各地で冷え込み遅霜を観測。25日以降は5月下旬にも拘らず、関東から西の太平洋側でも最高気温20℃以下の低温や曇り・雨の日が続き、かなりの低温は6月上旬まで続いた。
なお、この年は春のみが低温で、他の季節は全て高温であった。6月上旬は寒かったが、同月中旬からは一変して温暖になり、7月はかなりの高温、8月は観測史上1位の高温を記録した。特に、8月は「観測史上最も暑い1か月」と呼ばれている。
2011年
1996年以来15年ぶりの全国的な寒春となり、期間の前半は西日本、後半は北日本を中心に寒気の影響を受け、かなりの低温となった時期もあったため、春の平均気温は全国で低く、特に西日本と南西諸島ではかなり低く、南西諸島では平年比-1.2℃と顕著な低温となった。前半はシベリア高気圧の勢力が強く、冬型の気圧配置となる日があり、冷涼な高気圧に覆われて晴れる日が多く、西日本を中心に気温はかなり低く、全国的に少雨・多照で後半は前線や低気圧により、曇りや雨の日が多く、寒気を伴った低気圧の影響で北日本を中心に低温となり、全国的に多雨・寡照となった。3月はシベリア高気圧の勢力が強く、日本付近は寒気の影響を受けやすい状態で、3日 - 10日・15日 - 16日・23日 - 26日と強い冬型の気圧配置になり周期的に寒気が流れ込み、関東以西太平洋側でも降雪や凍結を度々観測した。この内15日からと23日からの寒気は非常に強く、季節外れの強い寒気となった。冬から続いたかなりの低温・少雨傾向が春にかけても続いていたため植物や草花の成長が遅れて、桜の開花と満開が6年ぶりに平年より遅くなった所が多かった。この年は寒春になりやすいラニーニャ現象が発生している。なお、この年も6月下旬からは一転して、夏全体では観測史上4位の猛暑になった。
東日本大震災の発生した3月11日も被災地の太平洋側は、雪が降る地域などがあるなど大きく冷え、家を失ったり停電で暖を取れなくなった被災者の寒さ対策も問題となった。
2012年
南西諸島を除いて全国的に顕著な寒冬となったこの年は、3月にかけても低温傾向が続き、北日本では2010年から3年連続で寒春となった。総合的に寒気の流入が断続的に続き、各地で周期的な低温に見舞われたが、4月以降は寒暖の変動が大きくなり、高温となる時期もあり、北日本を除いて平年並まで回復し、春全体では北日本で寒春、東日本・西日本で平年並、南西諸島では暖春となった。

### その他（1951年以降）
1955年（北日本のみ）、1958年（3月のみ）、1959年（3月のみ）、1960年（4月のみ）、1961年（沖縄県のみ）、1964年（北海道のみ）、1968年（3月のみ）、1972年（南西諸島のみ）、1973年（北日本のみ）、1977年（北海道のみ）、1982年（北日本・南西諸島のみ）、1985年（北海道のみ）、1990年（南西諸島のみ）、1992年（北海道のみ）、1994年（3月のみ）、1995年（西日本・南西諸島のみ）、2001年（南西諸島のみ）、2004年（3月前半のみ）、2006年（3月前半・4月のみ）、2007年（北日本及び4月のみ）、2008年（沖縄県・5月の北・東日本の太平洋側のみ）、2009年（3月前半のみ）、2013年（北日本・新潟県、および4月のみ）、2014年（3月前半・南西諸島のみ）、2015年（4月の東・西日本太平洋側のみ）、2017年（3月の西日本・南西諸島のみ）、2019年（4月の東日本のみ）、2020年（4月のみ）、2021年（5月上旬・下旬の西日本のみ）、2022年（5月の南西諸島のみ）、2024年（3月のみ）、2025年（4月の南西諸島のみ）

### 春期（3、4、5月）の各年の平年比
平均気温平年差、1991 - 2020年の平年値。
- （+）* かなり高い
- （+） 高い
- （0） 平年並
- （-） 低い
- （-）* かなり低い

| 年     | 北日本 | 東日本 | 西日本 | 沖縄・奄美 |
| ------ | ------ | ------ | ------ | ---------- |
| 1946年 | -1.9   | -1.8   | -1.4   | +0.1       |
| 1947年 | -1.8   | -2.5   | -2.5   | -2.0       |
| 1948年 | 0.0    | -1.3   | -1.1   | -0.7       |
| 1949年 | -1.8   | -2.4   | -2.2   | -0.6       |
| 1950年 | -0.5   | -0.6   | -0.9   | -0.8       |
| 1951年 | -1.0   | -1.1   | -1.6   | -1.2       |
| 1952年 | -1.3   | -1.4   | -1.2   | +0.2       |
| 1953年 | -1.1   | -1.2   | -1.3   | -1.3       |
| 1954年 | -1.0   | -0.7   | -0.7   | -0.1       |
| 1955年 | -1.1   | -0.5   | -0.3   | +0.2       |
| 1956年 | -0.2   | -1.1   | -1.2   | -0.1       |
| 1957年 | -1.2   | -1.8   | -1.6   | -0.6       |
| 1958年 | -1.0   | -0.9   | -0.8   | 0.0        |
| 1959年 | +0.6   | -0.2   | -0.3   | -0.3       |
| 1960年 | -1.2   | -0.8   | -0.6   | 0.0        |
| 1961年 | 0.0    | -0.2   | -0.4   | -0.2       |
| 1962年 | -0.1   | -1.0   | -1.4   | -1.2       |
| 1963年 | 0.0    | -0.8   | -0.6   | -0.3       |
| 1964年 | -0.4   | -0.1   | +0.4   | +0.4       |
| 1965年 | -2.0   | -2.5   | -2.1   | -1.4       |
| 1966年 | -0.6   | -0.8   | -0.6   | +0.2       |
| 1967年 | +0.1   | -0.4   | -0.2   | +0.3       |
| 1968年 | -0.3   | -0.9   | -1.0   | -1.4       |
| 1969年 | -1.3   | -0.9   | -1.0   | -0.1       |
| 1970年 | -1.4   | -2.0   | -2.0   | -1.1       |
| 1971年 | -1.1   | -1.4   | -1.2   | -0.9       |
| 1972年 | +0.1   | -0.7   | -0.9   | -0.8       |
| 1973年 | -0.8   | -0.8   | -0.5   | +0.3       |
| 1974年 | -1.0   | -0.9   | -0.8   | -0.7       |
| 1975年 | -0.7   | -1.1   | -1.0   | -0.4       |
| 1976年 | -0.7   | -1.2   | -1.1   | -0.3       |
| 1977年 | -1.2   | -0.5   | -0.4   | +0.4       |
| 1978年 | -1.1   | -1.0   | -1.0   | -0.8       |
| 1979年 | -1.6   | -0.9   | -1.1   | -0.7       |
| 1980年 | -1.3   | -1.1   | -1.0   | +0.1       |
| 1981年 | -1.4   | -1.1   | -1.0   | -0.3       |
| 1982年 | -0.4   | 0.0    | -0.3   | -0.1       |
| 1983年 | +0.2   | 0.0    | 0.0    | +0.4       |
| 1984年 | -2.8   | -2.8   | -1.9   | -0.9       |
| 1985年 | -0.5   | -0.4   | -0.2   | 0.0        |
| 1986年 | -1.0   | -1.3   | -0.9   | -0.8       |
| 1987年 | -0.6   | -0.5   | -0.8   | +0.2       |
| 1988年 | -1.0   | -1.2   | -1.1   | -0.2       |
| 1989年 | +0.1   | -0.5   | -0.4   | -0.7       |
| 1990年 | +0.8   | -0.1   | -0.3   | -0.6       |
| 1991年 | +0.3   | 0.0    | -0.2   | +0.6       |
| 1992年 | -0.6   | -0.5   | -0.2   | +0.2       |
| 1993年 | -0.8   | -1.4   | -1.1   | -0.6       |
| 1994年 | -0.2   | -0.3   | -0.2   | -0.4       |
| 1995年 | +0.2   | -0.4   | -0.8   | -0.5       |
| 1996年 | -1.5   | -1.6   | -1.5   | -1.2       |
| 1997年 | -0.4   | +0.2   | +0.3   | +0.4       |
| 1998年 | +1.1   | +1.3   | +1.4   | +1.5       |
| 1999年 | -0.4   | +0.2   | +0.2   | +0.3       |
| 2000年 | -0.5   | -0.4   | -0.5   | -0.5       |
| 2001年 | -0.1   | +0.1   | +0.1   | -0.4       |
| 2002年 | +1.2   | +0.9   | +0.9   | +0.8       |
| 2003年 | -0.1   | -0.3   | -0.1   | +0.1       |
| 2004年 | +0.1   | +0.5   | +0.5   | +0.3       |
| 2005年 | -1.1   | -0.6   | -0.3   | -0.7       |
| 2006年 | -0.6   | -0.7   | -0.7   | 0.0        |
| 2007年 | -0.5   | -0.2   | -0.1   | -0.3       |
| 2008年 | +0.6   | +0.3   | 0.0    | -0.3       |
| 2009年 | +0.5   | +0.3   | +0.1   | -0.4       |
| 2010年 | -1.2   | -0.9   | -0.7   | +0.1       |
| 2011年 | -0.9   | -1.1   | -1.1   | -1.3       |
| 2012年 | -0.5   | -0.4   | -0.1   | +0.3       |
| 2013年 | -0.8   | +0.4   | +0.1   | 0.0        |
| 2014年 | 0.0    | 0.0    | 0.0    | -0.5       |
| 2015年 | +1.6   | +1.0   | +0.7   | +0.5       |
| 2016年 | +1.2   | +1.2   | +1.0   | +0.8       |
| 2017年 | +0.6   | +0.2   | +0.2   | -0.3       |
| 2018年 | +1.0   | +1.6   | +1.1   | +0.6       |
| 2019年 | +1.1   | +0.4   | +0.5   | +0.6       |
| 2020年 | +0.7   | +0.5   | +0.2   | 0.0        |
| 2021年 | +1.3   | +1.2   | +1.1   | +1.2       |
| 2022年 | +1.4   | +1.1   | +1.0   | +0.4       |
| 2023年 | +2.2   | +1.8   | +1.3   | +0.5       |
| 2024年 | +1.5   | +1.1   | +1.0   | +1.2       |
| 2025年 | +1.2   | +1.0   | +0.5   | -0.1       |

## 寒春の傾向
戦前は寒春傾向がきわめて強く、1930年と1938年を除いてほぼ全て寒春と言っていい程度であり、暖春は皆無に等しい。戦後も比較的暖春が多かった1959 - 1967年の期間を除き、1980年代までは寒春傾向が顕著で特に1965年、1970年、1984年は記録的寒春となった。しかし、2015年以降は地球温暖化からもたらされた異常気象の影響も手伝い、そのほとんどが暖春年となり、それとは逆に寒春年は見られなくなった。尤も、夏や秋と同様に、春も低温になる事は大変珍しい傾向にある。